# Пайцза

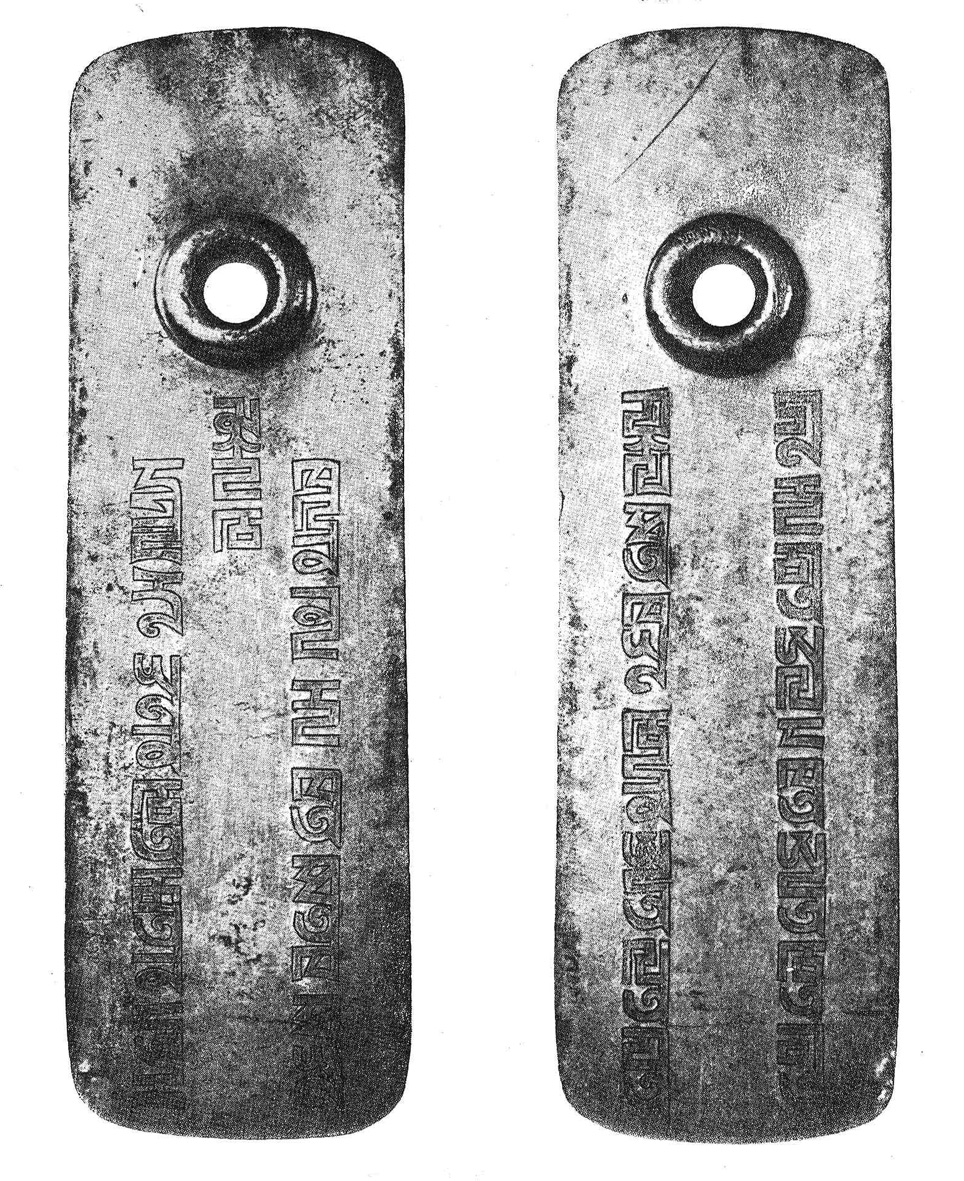
Минусинская пайцза

Па́йцза, также пайза, пайдза (от кит. 牌子 [páizi] «дощечка; табличка»; тюрк. [байса], также басма; монг. гереге) — верительная бирка, металлическая или деревянная пластина с надписью, выдававшаяся китайскими, чжурчжэньскими, монгольскими правителями разным лицам как символ делегирования власти, наделения особыми полномочиями. Носилась при помощи шнура или цепи на шее либо на поясе.

## История
Время первоначального введения пайцз в употребление в точности неизвестно, но уже в летописях династии Тан (620—901) упоминается о существовании серебряных дощечек, длиной в 5 и шириной в 1,5 дюйма, с надписью: «Серебряная дощечка для проезда на казенных лошадях по Государеву повелению». При династии Сун (960—1279) употребление пайцз в Китае значительно распространилось. Пайцзы бывали деревянные, медные, серебряные и золотые; иногда украшались драгоценными камнями.

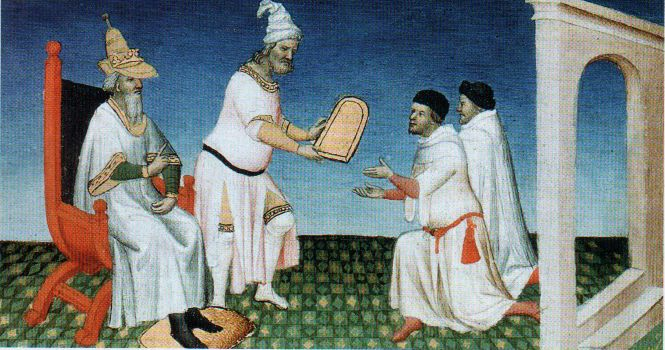
Хубилай вручает братьям Поло «золотую дщицу». «Книга о разнообразии мира», рукопись XV века.

Китайские источники 1220-х годов сообщают о пайцзах, использовавшихся в Монгольском государстве в ранний период, при жизни Чингис-хана. Южносунский посол Чжао Хун, автор записок Мэн-да бэй-лу (ок. 1221), пишет что у монголов знатные чиновники первого ранга носили на поясе золотую дощечку с изображением тигровой головы (ху-тоу цзинь-пай). На ней китайскими иероглифами было написано: «Указ пожалованного Небом императора Чингиса. Должен вести дела по усмотрению!» Следующая по значимости — простая золотая дощечка, на которой сказано: «Указ пожалованного Небом императора Чингиса. Спешно!» (Тянь-цы Чэн-цзи-сы хуан-ди шэн-чжи. Цзи). Серебряная пластина с той же надписью являлась знаком третьего ранга. В Чанчунь си-ю цзи рассказывается, как Чингис-хан отправил чиновника Лю Чжун-лу, у которого висела на поясе золотая дощечка с головой тигра и надписью: «[Пусть] ведет дела по усмотрению, как [если] бы мы лично ехали».
Приблизительно в начале 1930-х гг. в провинции Жэхэ была найдена простая, без изображения головы тигра, золотая дощечка с теми же иероглифами, что записал Чжао Хун. В 1934 году в коллекции музея в Мукдене была обнаружена верхняя половина серебряной дощечки, на которой содержалось начало надписи (Тянь-цы…).

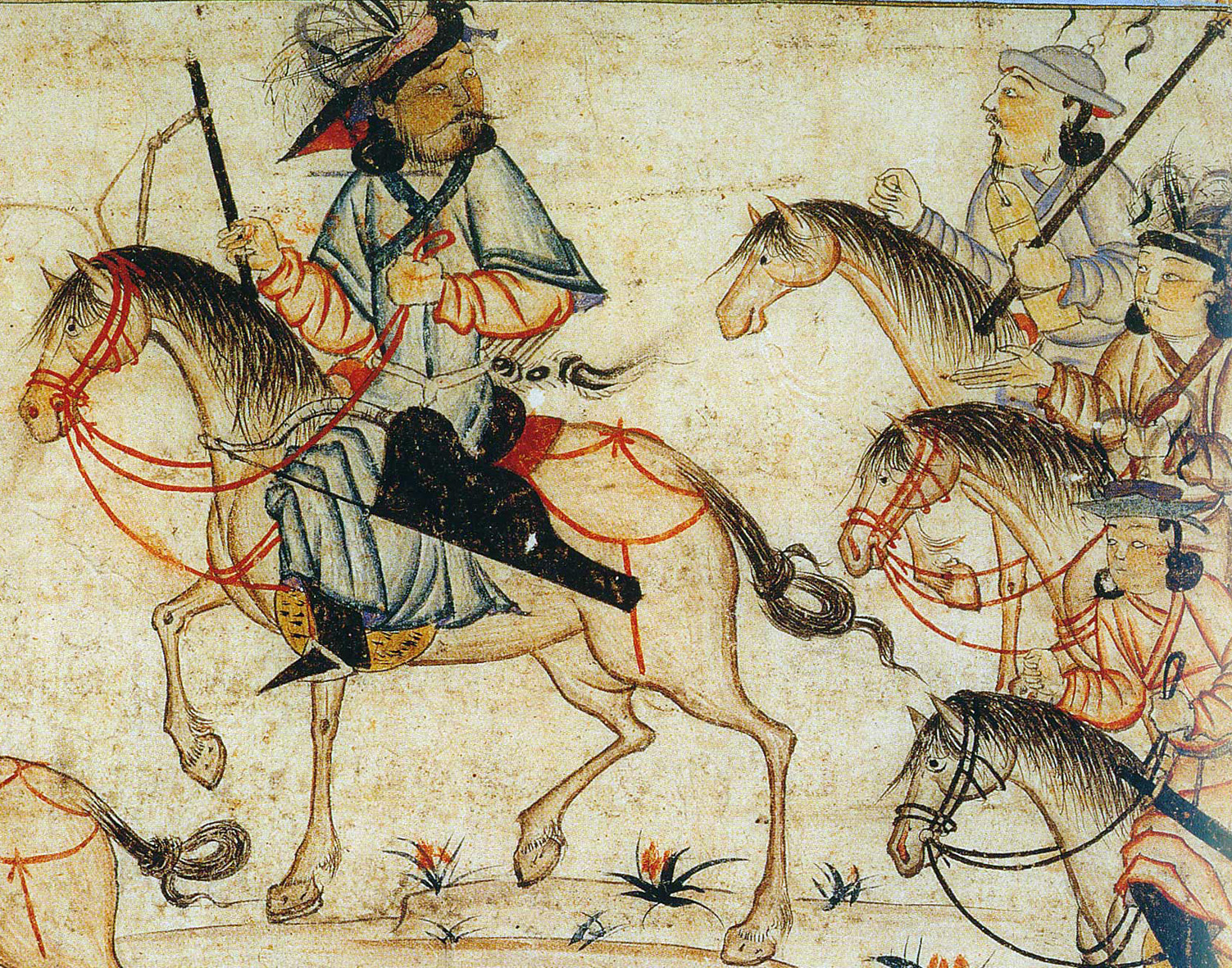
Путешествие властителя. У одного из его спутников на шее пайцза. Миниатюра из рукописи Джами ат-таварих, XIV век

Рубрук сообщает, что хан Мункэ давал своим посланникам «золотую дощечку, шириною в ладонь и длиною в пол-локтя, на которой пишется его приказ. Кто её имеет в руках, тот может приказывать что хочет, и это делается без замедления».
О пайцзах различных рангов («дщицах»), употреблявшихся в правление Хубилая, подробно рассказывает Марко Поло. Сотник имел серебряную пайцзу, тысячник — золотую или позолоченную серебряную, темник — золотую с львиной головой; «у того, кто поставлен над ста тысячами или начальствует главным, большим войском» пайцза золотая с изображением льва в нижней части, солнца и луны — сверху. На всех одинаковая надпись: «По воле великого Бога и по великой его милости к нашему государю, да будет благословенно имя хана и да помрут и исчезнут все ослушники». Когда требовалось наделить официальное лицо высшей властью, символом на пластинке был кречет.
Хубилай, отправляя братьев Поло послами к папе римскому, вручил им «золотую дщицу», которая давала право на получение лошадей и эскорта. Аналогично, Николо, Маффео и Марко при отъезде из Китая получили две пайцзы, а от ильхана Гайхату — четыре (две с кречетом, одна со львом, одна простая). «Написано было там их письмом, чтобы всюду трех послов почитали и служили им как самому владетелю, давали бы лошадей, продовольствие и провожатых».

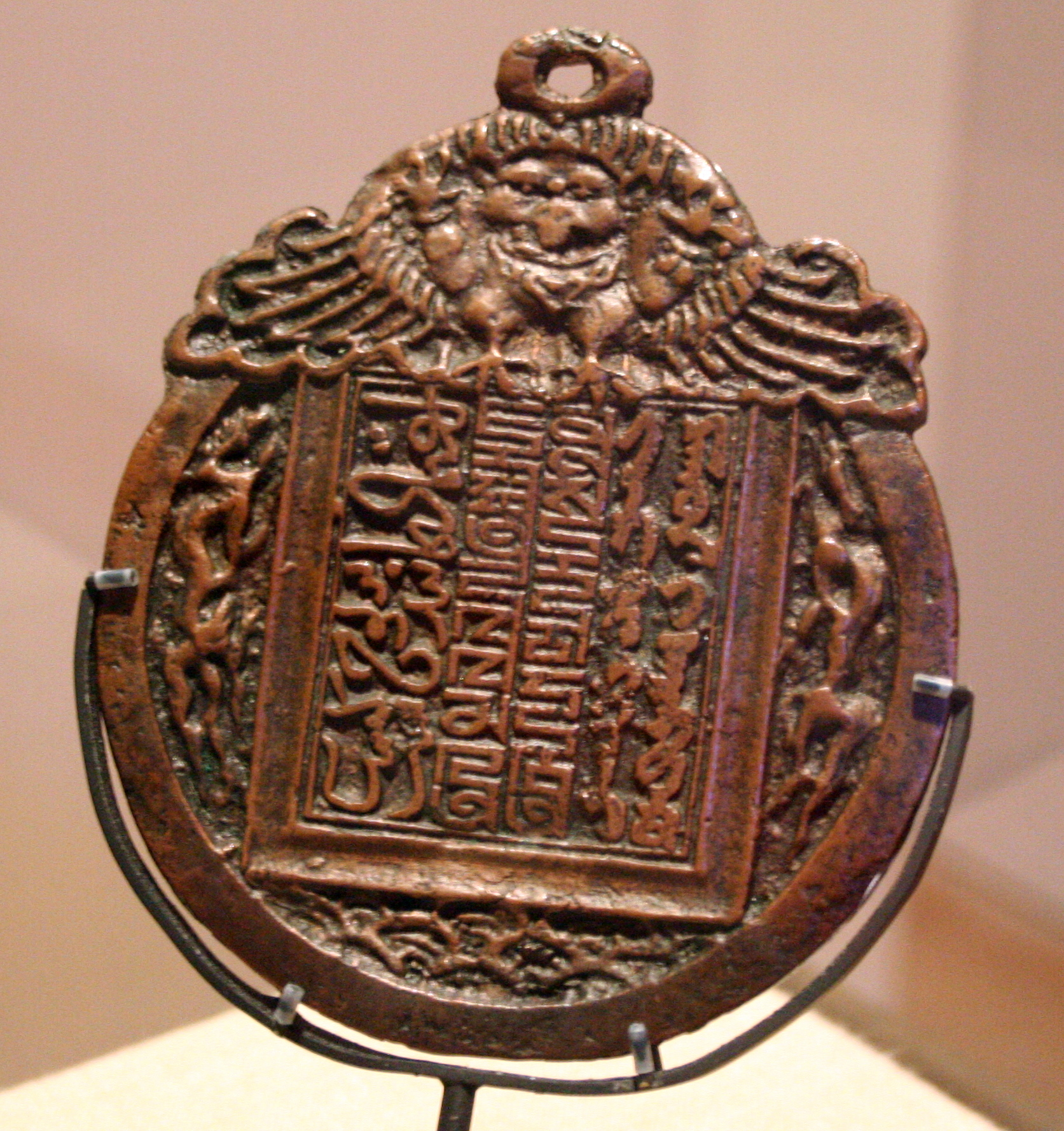
Пайцза с надписями на трёх письменностях — персидском, старомонгольском и монгольским квадратным письмом

Указом от 7-го месяца 15-го года Чжи Юань (1278) Хубилай предписывал делать надписи на пайцзах квадратным письмом взамен уйгурского, использовавшегося ранее. Возможно, что такие пайцзы стали изготовляться лишь через несколько лет после издания указа.
На золотоордынских пайцзах и в XIV веке надписи гравировались уйгурским письмом. Существовали и экземпляры с параллельными надписями уйгурским и квадратным письмом, такие как круглая бронзовая пайцза из коллекции Кэ Шао-миня, автора Синь Юань ши.
Близ Бэйпина была найдена пайцза, содержащая монгольский, персидский и китайский тексты (перевод — «Объявление. Следует остерегаться злых»).
По исследованиям золотоордынских пайцз видно, что они служили своеобразным металлическим удостоверением к письменному документу — ярлыку. Если документ по каким-то причинам утрачивал силу, пайцза у держателя оставалась до получения нового ярлыка, как в случае с жалованными грамотами Джанибека (1342—1357) венецианским купцам Азова.
Достаточно было иметь одну пайцзу на весь период правления хана.
Хотя после исламизации улуса при Узбек-хане формулу «Силой Вечного неба» на ордынских монетах заменил символ веры «Нет бога кроме Аллаха, Мухаммед — посланник Аллаха», на пайцзах ханы продолжали ссылаться на волю Вечного неба.
В государстве Хулагуидов при Газан-хане (1295—1304) выдача пайцз была упорядочена и централизована. Если ранее производилась чеканка пайцз в областях, то теперь был назначен специальный золотых дел мастер, который чеканил пластинки при ставке хана. Чтобы избежать подделки, на пайцзы ставилось клеймо со сложным узором. Было приказано в течение шести месяцев сдать пайцзы старого образца. Правителям и военачальникам высшего ранга выдавали большие круглые пайцзы с изображением тигровой головы и именем держателя, которое заносилось в реестр. Начальники рангом ниже получали пайцзы меньшего размера с особым узором и именем. Для гонцов изготовляли пайцзы двух видов: использующие улаг (повинность лошадьми и вьючными животными) получали круглые пластинки с гравировкой «казённая пайцза», те, кто ехал на ямских лошадях — продолговатые с изображением луны. Все гонцы по возвращении сдавали пайцзы. Старшим начальникам пограничных областей выделяли по пять пайцз, отчеканенных из меди, средним — по три, чтобы они выдавали их срочным гонцам.

## Известные пайцзы

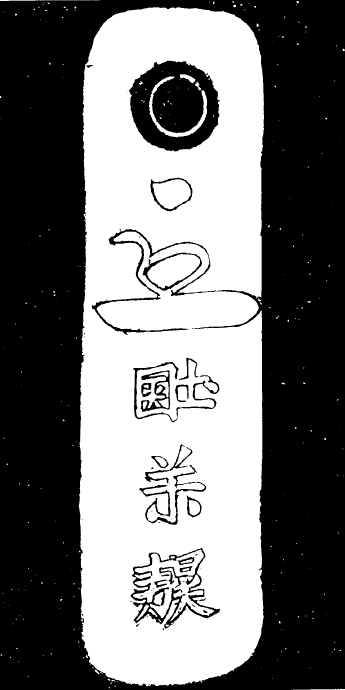
Чжурчжэньская пайцза (прорисовка)

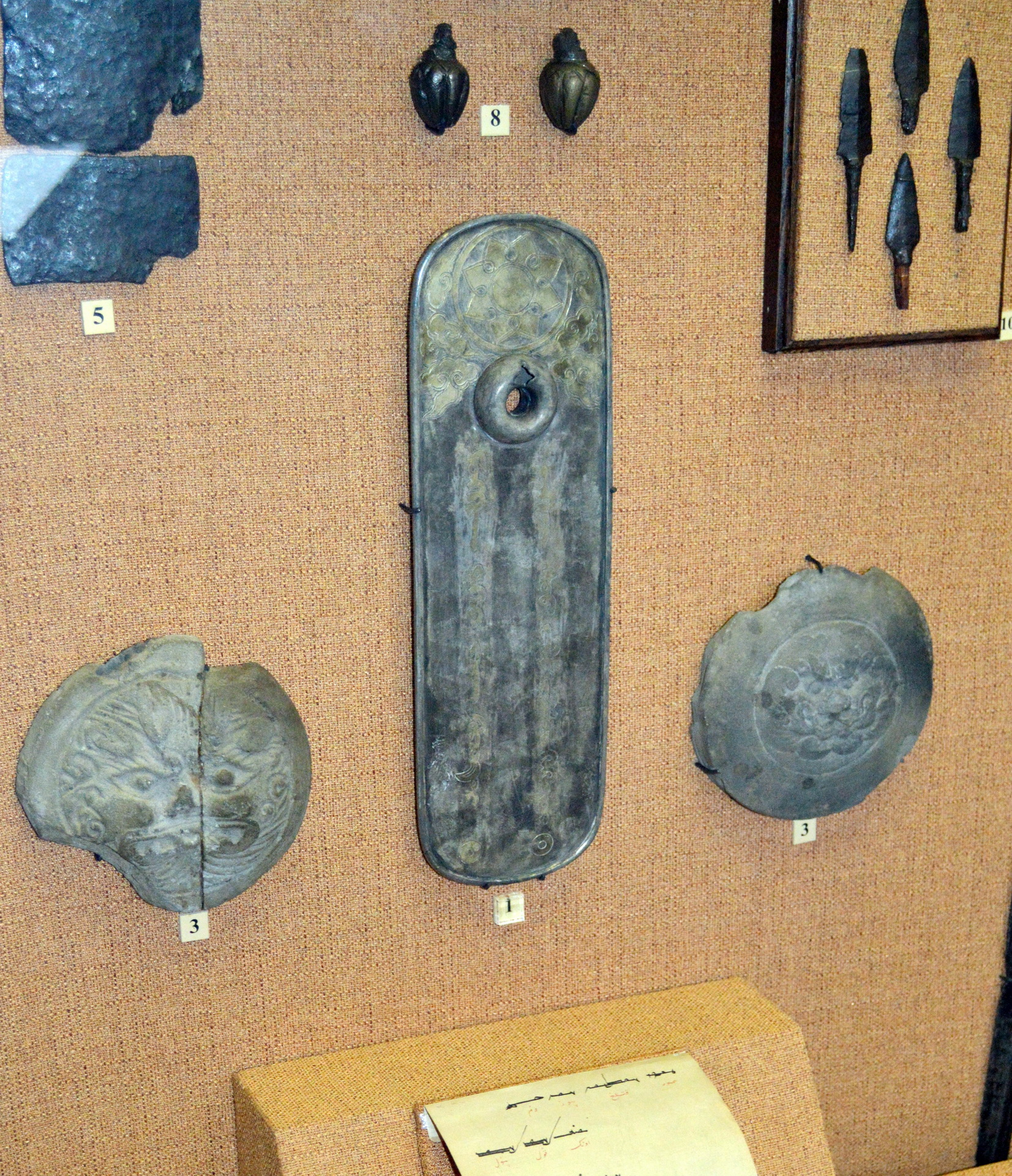
Пайцза Узбек-хана

Чжурчжэньская. Единственная известная в настоящее время полностью сохранная чжурчжэньская пайцза, выпущенная в последний период существования государства Восточное Ся (1215—1233). Датируется 1220-ми гг. Серебряная пластина продолговато-овальной формы размерами 3×65×222 мм. В верхней части круглое отверстие, через которое продевался шнур для подвешивания к поясу. На лицевой стороне надпись, состоящая из шести вертикально расположенных знаков чжурчжэньского письма, перевод надписи: «Государственная доверенность». Между надписью и отверстием выгравирован какой-то знак, возможно, тамга. Все знаки покрыты позолотой. Пайцза найдена в 1976 году на Шайгинском городище (близ с. Сергеевка Партизанского района Приморского края) в процессе раскопок под руководством Э. В. Шавкунова. Музей археологии и этнологии Института истории, археологии и этнографии народов Дальнего Востока ДВО РАН, Владивосток.
Пайцза Тохта-хана (1290—1312). Монгольская надпись уйгурским письмом. Найдена в Астраханской губернии; позднее, в 1896 году, приобретена в Саратове любителем истории Тянковым у мастера-серебряника Жукова. Ко времени приобретения было утрачено около трети объёма пластины (позолота, ободок и др.).

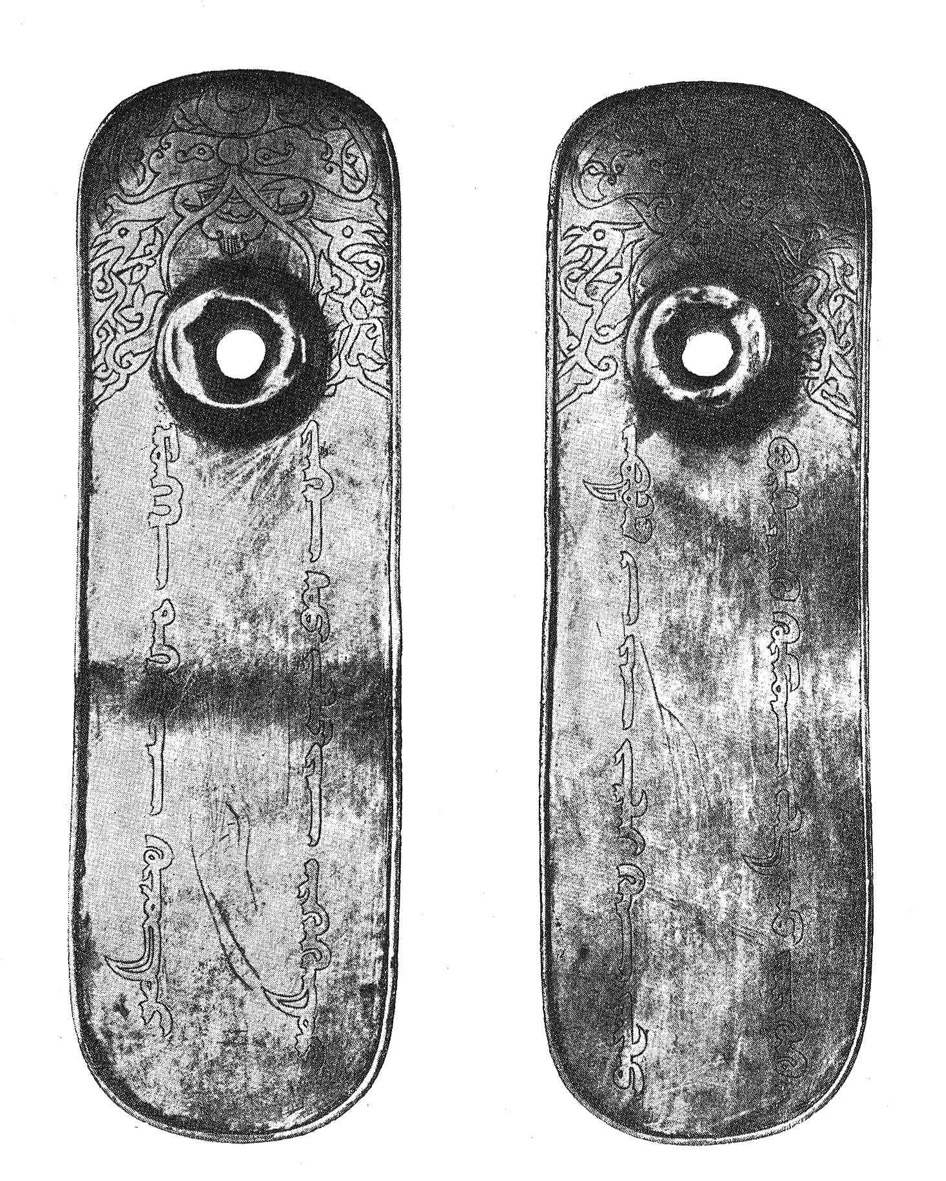
Пайцза Абдуллах-хана

Пайцза Узбек-хана (1312—1341). 294×98 мм, 469,236 г. Серебряная пластина продолговато-овальной формы с отверстием для шнура. Позолоченная надпись по-монгольски уйгурским письмом: «Повелением Вечного неба. Указ хана Узбека. Человек, который не покорится, виновен и должен умереть». Была приобретена П. И. Щукиным в начале XX века на Нижегородской ярмарке Государственный исторический музей.

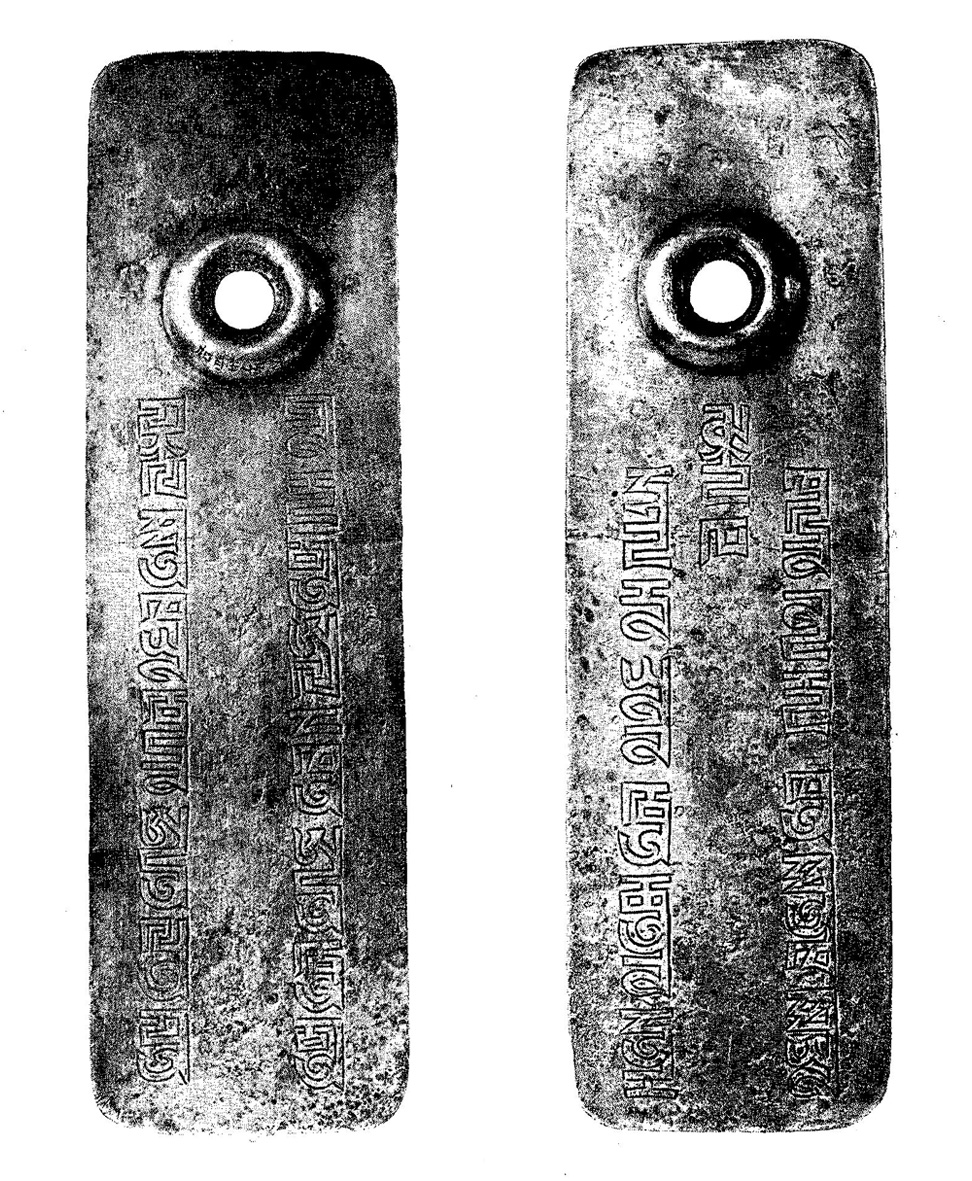
Нюкская пайцза

Пайцза Абдуллах-хана (1361—1370). Длина 26,5 см. Серебряная пластина продолговато-овальной формы с отверстием для шнура. Монгольская надпись уйгурским письмом: «Силою вечного неба. Покровительством великого могущества. Если кто не будет относиться с благоговением к указу Абдулла-хана, тот подвергнется [материальному] ущербу и умрет». Найдена в селе Грушевка близ г. Никополя Екатеринославской губернии 1845 (1848?) году. Государственный Эрмитаж.
Пайцза Кельдибека (1361—1362). Серебряная пластина с отверстием в верхней части. С одной стороны — изображение солнца, с другой — изображение луны. Из «Симферопольского клада», обнаруженного близ Симферополя в 1967 году. Государственный исторический музей.

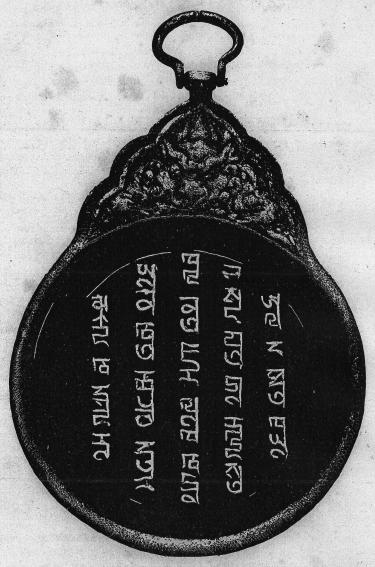
Боготольская пайцза

Минусинская. Найдена в Минусинском округе Енисейской губернии в 1845 (1846?) году купцом Ананьиным.
Нюкская. Найдена близ с. Нюкское Ильинской волости Верхнеудинского округа Забайкальской области в 1853 году («Нюкский клад»). Продолговатые серебряные пластины. На валиках обеих нанесены китайские надписи насечкой в пять знаков: на первой — «Объявление № 42», на второй — «Почетный знак № 34». На обеих — золочёная надпись по-монгольски квадратным письмом: «Силою вечного тенгри. Имя императора да будет свято. Тот, кто не будет относиться с благоговением, совершит проступок и умрёт». Государственный Эрмитаж.
Боготольская (табличка Винокурова). Найдена в среднем течении Чулыма (в Богомиловской волости Мариинского округа Томской губернии) в 1881 году. 155×120 мм. Чугун, инкрустация серебром. Округлая с подвижной петлей. Надпись квадратным письмом: «Силою вечного тенгри. Указ императора. Тот, кто не будет с благоговением относиться, да будет виновен».
Государственный Эрмитаж. Пайцзы такого типа есть также в коллекциях Метрополитен-музея (Нью-Йорк)
и Музея провинции Ганьсу (Ланьчжоу).